# Cantons del Calvados
Els Cantons de Calvados són 49 i s'agrupen en quatre districtes:
- Districte de Bayeux (6 cantons - subprefectura : Bayeux) :
cantó de Balleroy - cantó de Bayeux - cantó de Caumont-l'Éventé - cantó d'Isigny-sur-Mer - cantó de Ryes - cantó de Trévières

- Districte de Caen (24 cantons - prefectura: Caen) :
cantó de Bourguébus - cantó de Bretteville-sur-Laize - cantó de Cabourg - cantó de Caen-1 - cantó de Caen-2 - cantó de Caen-3 - cantó de Caen-4 - cantó de Caen-5 - cantó de Caen-6 - cantó de Caen-7 - cantó de Caen-8 - cantó de Caen-9 - cantó de Caen-10 - cantó de Creully - cantó de Douvres-la-Délivrande - cantó d'Évrecy - cantó de Falaise-Nord - cantó de Falaise-Sud - cantó de Morteaux-Coulibœuf - cantó d'Ouistreham - cantó de Thury-Harcourt - cantó de Tilly-sur-Seulles - cantó de Troarn - cantó de Villers-Bocage (Calvados)

- Districte de Lisieux (13 cantons - subprefectura : Lisieux) :
cantó de Blangy-le-Château - cantó de Cambremer - cantó de Dozulé - cantó d'Honfleur - cantó de Lisieux-1 - cantó de Lisieux-2 - cantó de Lisieux-3 - cantó de Livarot - cantó de Mézidon-Canon - cantó d'Orbec - cantó de Pont-l'Évêque - cantó de Saint-Pierre-sur-Dives - cantó de Trouville-sur-Mer

- Districte de Vire (6 cantons - subprefectura : Vire) :
cantó d'Aunay-sur-Odon - cantó de Le Bény-Bocage - cantó de Condé-sur-Noireau - cantó de Saint-Sever-Calvados - cantó de Vassy - cantó de Vire